# قصر الشمالية (قصر بجير)
قصر الشمالية هي إحدى مشيخات المملكة المغربية، تتبع جغرافيا لإقليم العرائش وإداريًا لقصر بجير. يقدر عدد سكانها بـ 7143 نسمة حسب الإحصاء الرسمي للسكان والسكنى لسنة 2004.